# Sonata per a violí núm. 22 (Mozart)
La Sonata per a violí núm. 22 en la major, K. 305 (293d), és una obra composta per Wolfgang Amadeus Mozart a Mannheim l'any 1778. La seva interpretació sol durar uns quinze minuts.
Consta de dos moviments:
1. Allegro di molto
2. Tema. Andante grazioso - Variations I-V - Variation VI. Allegro

El primer moviment està escrit en forma sonata, i presenta una de les melodies més alegres i animades de totes les seves sonates per a violí. El segon moviment presenta la forma de tema amb variacions, i és més ombrívol que el moviment inicial, amb un tempo més lent i una melodia més apagada.